# بورشودسنت‌دیوردی
بورشودسنت‌دیوردی (به مجاری:  Borsodszentgyörgy) یک شهرداری در مجارستان است که در ناحیه اوزد واقع شده‌است. بورشودسنت‌دیوردی ۲۱٫۵۳ کیلومتر مربع مساحت و ۱٬۳۲۱ نفر جمعیت دارد.